# Instituto Cultural Brasileiro Norte-Americano
O Instituto Cultural Brasileiro Norte-americano (ICBNA) é um centro binacional cujo objetivo é promover e divulgar a Cultura dos Estados Unidos no Rio Grande do Sul e no Brasil.
Foi fundado em 1938 como parte de uma política dos Estados Unidos da América de impor sua liderança aos outros países das Américas.

## Contexto histórico
Os EUA estavam a pleno vapor em seu plano de impor o American way of life a todos os países da América Latina. Essa política passava por criar uma série de organizações formais permanentes para defender os interesses dos EUA, o que levou à criação de vários organismos binacionais, sendo o primeiro deles o Instituto Cultural Argentino Norte Americano (Buenos Aires, 1927), seguido pelo Instituto Cultural Peruano Norteamericano (Lima, 1938) e pelo Instituto Chileno Norte-Americano (Santiago, 1938).
Apesar de sua política isolacionista e de perseguição aos intelectuais, a ditadura do Estado Novo buscou estreitar relações com setores reacionários da sociedade brasileira, como os integralistas. Em julho de 1938, o Cônsul dos Estados Unidos, Guy W. Ray, realizou uma reunião com três estudantes universitários conservadores, João Kessler Coelho de Souza, Dante Sfoggia e Paulo Augusto Simões Pires, em que fecharam um acordo para colocar em funcionamento mais um centro binacional com o nome de Instituto Cultural Brasileiro Norte-Americano, que teve Renato Barbosa como primeiro presidente.